# Kirsten Alnæs
Kirsten Alnæs, född 8 maj 1927 i Hattfjelldals kommun, död 4 februari 2021, var en norsk socialantropolog.
Hon tillbringade flera år bland Bakonzofolket i Uganda, och skrev en doktorsavhandling om konzoenernas kosmologi. Hon gjorde också fältarbeten i Botswana. Alnæs hade i många år sin bas i London, men bosatte sig senare i Oslo.